# Maison de la Grisardière
La maison de la Grisardière est un édifice de la commune de Dol-de-Bretagne, dans le département d’Ille-et-Vilaine en région Bretagne. 

## Situation
Elle est située dans le centre-ville de Dol-de-Bretagne, au numéro 27 rue Lejamptel.

## Historique
Le maison date du XIIe siècle
Elle est inscrite au titre des monuments historiques depuis le 20 septembre 2012,.

## Architecture
La façade donnant sur la rue comporte deux arcades en granit ; deux arcades supplémentaires ont été détruites vers 1900.